# سوق المتعة (فلم)
سوق المتعة هو فيلم مصري من إنتاج عام 2000، بطولة محمود عبد العزيز، إلهام شاهين وفاروق الفيشاوي.
قصة الفيلم مأخوذة عن فيلم المرأة العنكبوت.

## قصة الفيلم
تدور حول أحمد حبيب الذي يخرج من السجن شخصاً غريب الأطوار، يميل دائماً إلى ممارسة هواياته العجيبة بمتعة لا مثيل لها، مثل تنظيف دورات المياه، والحنين دوماً إلى رفقاء السجن، وتتحقق له تلك الرغبات جميعاً وغيرها عندما يلتقي في حمام شعبي زعيم العصابة، حيث يفاجئه أنه باستثمار سنوات سجنه يتضح أن له مكافأة تقدر بسبعة ملايين جنيه!، ولكن بشرط واحد مرتبط ببقائه على قيد الحياة، وهو عدم التفكير حتى في السؤال عما يخص تلك العصابة.يبدأ أحمد حبيب في التعويض عما فاته من سنين عمره المُهدرة، بالاستمتاع بكل ملذات الحياة، حتى يدرك أحمد في النهاية أنه غريب عن المجتمع الذي يحيا فيه بجسده فقط، فيقرر الخروج عن المحظور ويفتح على نفسه أبواب جهنم بطلبه مقابلة كبير العصابة التي حولته إلى تلك الصورة الحيوانية.

## روابط خارجية
- مقالات تستعمل روابط فنية بلا صلة مع ويكي بيانات